# Каралин
Каралин (бел. Каралін) — упразднённый посёлок в Хойникском районе Гомельской области Беларуси. Входил в состав Поселичского сельсовета.

## География

### Расположение
В 11 км на юго-восток от районного центра и железнодорожной станции Хойники (на ветке Василевичи — Хойники от линии Гомель — Калинковичи), в 114 км от Гомеля.

## Транспортная сеть
Транспортные связи по просёлочной, а затем автодороге Хойники — Брагин. Планировка состоит из прямолинейной широтной улицы, застроенной двусторонне деревянными домами усадебного типа.

## История
Основан в начале XX века. Наиболее активная застройка относится к 1920-м годам. В 1931 году жители вступили в колхоз. 24 жителя погибли на фронтах Великой Отечественной войны. Согласно переписи 1959 года входила в состав колхоза «Рассвет» (центр — деревня Поселичи).
В связи с радиационным загрязнением после катастрофы на Чернобыльской АЭС жители (11 семей) переселены в чистые места.
С 29 ноября 2005 года исключён из данных по учёту административно-территориальных и территориальных единиц.

## Население
- 1908 год — 39 жителей.
- 1930 год — 16 дворов, 108 жителей.
- 1959 год — 118 жителей (согласно переписи).
- 2004 год — жителей нет.